# Pumuckl

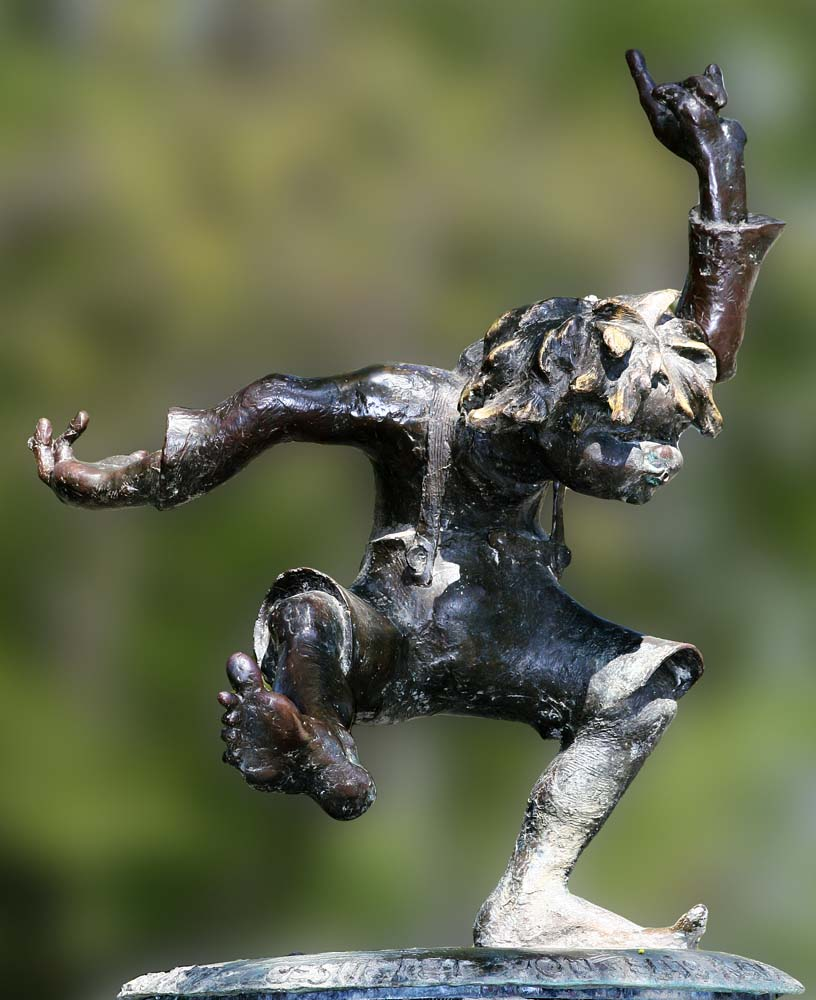
Statua di Pumuckl a Monaco di Baviera

Pumuckl è un coboldo tedesco molto noto nei cartoni animati. È un discendente dello spirito Klabautermann.

## Descrizione
È invisibile per le persone che lo circondano eccetto per il suo amico falegname Eder con cui lui convive.
Fu inventato da Ellis Kaut per una serie radiofonica sulla radio bavarese nel 1961. Solo nel 1965 la sua inventrice decise di scrivere una storia su di lui.
Solo in seguito si iniziò a dargli una figura fisica, grazie ai disegni prima di Barbara von Johnson nel 1980 e successivamente di Brian Bagnall, che gli diede la possibilità di muoversi, cantare e saltare.
In seguito divenne una famosa serie televisiva. Tre film e un musical raccontano le sue avventure. Il primo film è del 1982 e si intitola "Meister Eder und sein Pumuckl".
In Germania è uno dei più popolari personaggi di intrattenimento che ha interessato diverse generazioni.

## Personaggi
Diversi sono i personaggi inventati e partecipanti alla serie. Di seguito i più noti.

### Pumuckl
Pumuckl è un diminutivo di Nepomuk, un nome tedesco anticamente diffuso nella Germania meridionale. Data la sua discendenza, ama tutto ciò che riguarda il mare, in particolare le barche a vela. Per ragioni sconosciute si è perso in Baviera dove naturalmente non vi sono navi. Non ama l'ordine e luoghi puliti e quindi spesso si rifugia in luoghi disordinati come il laboratorio del suo compare Meister Eder, con il quale ha fin dall'inizio una sincera amicizia dopo essere rimasto appiccicato ad un oggetto del falegname e perciò misticamente legato (leggi dei folletti).
Il personaggio si presenta tipicamente con una folta capigliatura rossiccia, pantaloni verdi e maglia gialla. Sempre scalzo e con un naso rosso tondeggiante.

### MeisterFranz Eder
Franz Eder è il "padrone" / migliore amico di Pumuckl. Come lavoro Eder fa il falegname. Infatti il termine tedesco (Schreiner)-Meister indica la sua professione: mastro - falegname.
Dopo l'arrivo di Pumuckl nella sua vita, Eder si è abituato alla sua presenza tanto che non ne può più fare a meno.